# De apenkoning
De apenkoning is het vijfde deel van de Stripreeks Lotusbloem van de Belgische striptekenaar Franz Drappier. Het album verscheen met een zachte kaft en een harde kaft in 1995 bij uitgeverij Arboris.  In 2001 werd het album herdrukt. 

## Verhaal
Timok raakt gewond aan zijn hand als hij meedoet aan een ruw spel. Als ze weer verder trekken worden ze aangevallen, de overvallers hebben het op hun paarden voorzien. Yu-Lien weet haar tegenstander te weerstaan, maar Timok raakt zwaar gewond. Als de aanvallers hem de genadeklap willen uitdelen, krijgen zij hulp van een zonderlinge ruiter, die door de bewoners de Apenkoning genoemd wordt. De Apenkoning weet zich bij hun groepje aan te sluiten.